# Apokalypsis (Chelsea Wolfe)
Apokalypsis (stilizzato Ἀποκάλυψις) è il secondo album in studio della cantante statunitense Chelsea Wolfe, pubblicato nel 2011.

## Tracce
1. Primal/Carnal – 0:24
2. Mer – 3:44
3. Tracks (Tall Bodies) – 4:00
4. Demons – 3:14
5. Movie Screen – 5:34
6. The Wasteland – 4:03
7. Moses – 4:07
8. Friedrichshain – 2:43
9. Pale on Pale – 6:59
10. To the Forest, Towards the Sea – 2:41